# Ribellione Kumul
La ribellione Kumul (Hāmì bàodòng, "presa di Kumul") fu una rivolta di uiguri Kumul che cospirarono con il generale Ma Zhongying, di etnia hui (musulmani cinesi), per spodestare Jin Shuren, governatore dello Xinjiang. Gli uiguri Kumul erano lealisti del Khanato Kumul e volevano restaurare l'erede del Khanato rovesciando Jin. Il Kuomintang (KMT) voleva che Jin fosse rimosso a causa dei suoi legami con l'Unione Sovietica, quindi approvò l'operazione mentre fingeva di riconoscere Jin come governatore. La ribellione si trasformò poi in combattimenti su larga scala quando gli uiguri ribelli del regno di Khotan, nello Xinjiang meridionale, iniziarono una separata ribellione per l'indipendenza in collusione con i ribelli kirghisi. Vari gruppi si ribellarono senza essere uniti e alcuni si combatterono a vicenda. La parte principale della guerra venne condotta da Ma Zhongying contro il governo dello Xinjiang. Fu sostenuto da Chiang Kai-shek, il presidente della Cina, che segretamente accettò di lasciare che Ma prendesse lo Xinjiang.

## Antefatto
Il governatore Jin Shuren (Chin Shu-jen) salì al potere poco dopo l'assassinio del governatore dello Xinjiang (Sinkiang) Yang Zengxin (Yang Tseng-sin) nel 1928. Jin era notoriamente intollerante nei confronti dei popoli turchi e li aveva apertamente antagonizzati. Tali atti di discriminazione comprendevano restrizioni sui viaggi, aumento della tassazione, sequestro di proprietà senza un giusto processo e frequenti esecuzioni capitali per sospetto spionaggio o slealtà. Jin aveva anche musulmani cinesi, nel suo esercito provinciale, come Ma Shaowu.
Nel 1930 Jin annesse il Khanato Kumul, un piccolo stato semi-autonomo che si trovava all'interno dei confini dello Xinjiang. La terra dei Kumul, da poco sottoposta a espropriazione, fu presa dal governo e ceduta a coloni cinesi. Di conseguenza, scoppiò la ribellione, il 20 febbraio 1931, e molti cinesi han furono massacrati dalla popolazione locale mentre la rivolta minacciava di diffondersi in tutta la provincia. Yulbars Khan, consigliere della corte di Kumul, chiese aiuto a Ma Zhongying, un signore della guerra musulmano della provincia del Gansu, per rovesciare Jin e restaurare il Khanato.
Le truppe di Ma marciarono su Kumul e posero l'assedio alle forze governative. Sebbene fosse stato vittorioso altrove nella zona, Ma non fu in grado di espugnare la città. Dopo essere stato ferito, in ottobre, in una battaglia in cui la forza di Jin comprendeva 250 russi bianchi che aveva reclutato nella valle del fiume Ili (dove si erano stabiliti dopo la vittoria dei bolscevichi nella guerra civile russa, Ma ritirò le sue forze a Gansu (dove venne curato da Mildred Cable e dalle sorelle Evangeline "Eva" e Francesca French, che lo tennero prigioniero fino a quando non si riprese). Questo lasciò temporaneamente i musulmani dello Xinjiang a combattere da soli contro Jin.
Ma Zhongying aveva un accordo segreto con il Kuomintang: se avesse vinto nello Xinjiang, sarebbe stato riconosciuto dal Kuomintang.
Le forze di Ma commisero atrocità contro i civili han e uiguri nello Xinjiang durante i combattimenti. Ma introdusse han e uiguri nel suo esercito per usarli come carne da macello, mentre tutti gli ufficiali erano hui. L'Unione Sovietica e Sheng Shicai dissero che Ma Zhongying era sostenuto dai giapponesi e ufficiali giapponesi erano presenti nel suo esercito. Nonostante ciò, Ma ufficialmente proclamò la sua fedeltà al governo cinese di Nanchino.

## Aiuto sovietico al governo provinciale dello Xinjiang
Jin acquistò due biplani, dall'Unione Sovietica, nel settembre del 1931 a 40 000 dollari d'argento messicani ciascuno. Erano equipaggiati con mitragliatrici e bombe e pilotati da russi. Nell'ottobre del 1931 firmò un trattato segreto con l'Unione Sovietica che portò rapidamente alla soppressione della ribellione di Kumul e allo sblocco di Kumul da parte delle truppe provinciali il 30 novembre 1931. Jin Shuren ricevette grossi quantitativi d'oro dal governo sovietico per l'acquisto di armi dall'esercito sovietico e l'apertura di agenzie commerciali sovietiche in otto città della provincia: Ghulja, Chuguchak, Altaj, Ürümqi, Karasahr, Kucha, Aksu, Kashgar, Yarkand, Khotan. Il Kuomintang lo scoprì l'anno seguente e decise di reinserire apertamente Ma Zhongying nella sua guerra contro Jin Shuren.
Ma fu ufficialmente nominato comandante della XXXVI Divisione dell'Esercito Rivoluzionario Nazionale dal governo del Kuomintang a Nanchino. Chiesto di intervenire contro Jin in nome della popolazione turca, Ma accettò prontamente.

## Separazione della rivolta uigura

Mappa che mostra il territorio reclamato della Prima Repubblica del Turkestan (rosso sfumato) all'interno della Repubblica di Cina.

Scoppiò un'altra rivolta uigura a Khotan nel sud dello Xinjiang. Questi uiguri non erano come quelli di Kumul, che volevano solo la restaurazione del Khanato e il rovesciamento di Jin Shuren. Erano guidati da Muhammad Amin Bughra e dai suoi fratelli Abdullah Bughra e Nur Ahmad Jan Bughra. Questi ribelli chiedevano una totale indipendenza e odiavano sia gli han che gli hui (musulmani cinesi). Il loro capo, Sabit Damulla Abdulbaki, chiese l'espulsione dei musulmani cinesi (tungani) in un proclama:
(Sabit Damulla Abdulbaki)
Questa ribellione si intrecciò con quella di Kumul, quando un esercito cinese musulmano e uiguro sotto Ma Zhancang e Timur Beg marciò su Kashgar contro il musulmano cinese Daotai, Ma Shaowu, e il suo presidio di truppe han. Ma Shaowu si fece prendere dal panico e iniziò a chiedere l'intervento dei kirghisi, sotto Osman Ali, per difendere la città. Questi non erano soddisfatti di come la loro ribellione era stata schiacciata, l'anno precedente, dallo stesso Ma Shaowu, che ora aveva l'impudenza di chiedere che difendessero la città, e pertanto disertarono in massa verso il nemico. Tuttavia, Ma Zhancang entrò anche in trattative segrete con Ma Shaowu; lui e le sue truppe presto disertarono verso la guarnigione cinese han della città.
Durante la battaglia di Kashgar (1933) la città passò di mano più volte mentre le fazioni si combattevano tra loro. I kirghisi iniziarono a uccidere qualsiasi cinese e cinese musulmano han su cui potevano mettere le mani, e per le strade scoppiarono i combattimenti. Timur Beg divenne solidale con i ribelli indipendentisti di Muhammad Amin Bughra e Sabit Damulla Abdulbaki, mentre Ma Zhancang proclamò la sua fedeltà al governo cinese del Kuomintang e informò che tutti gli ex funzionari cinesi avrebbero mantenuto i loro posti.
Ma Zhancang ordinò che Timur Beg venisse ucciso e decapitato il 9 agosto 1933, mostrando poi la sua testa fuori della moschea di Id Kah.

## Cristiani e indù
I Bughra applicarono la legge della Shari'a mentre espellevano i missionari svedesi di base a Khotan. Chiesero il ritiro dei missionari svedesi mentre stavano promulgando la Sharia, il 16 marzo 1933. Nel nome dell'Islam, il capo uiguro Amir Abdullah Bughra aggredì violentemente i missionari svedesi con base a Yarkand e li avrebbe voluti giustiziare; tuttavia, furono solo banditi in seguito all'intercessione della britannica Aqsaqal. Vi furono decapitazioni ed esecuzioni capitali, di musulmani che si erano convertiti al cristianesimo, ad opera dei seguaci di Amir.
Diverse centinaia di musulmani uiguri erano stati convertiti al cristianesimo da parte degli svedesi. I cristiani uiguri convertiti vennero imprigionati e uccisi e, dopo aver rifiutato di abiurare alla sua religione cristiana, venne ucciso il convertito uiguro Habil nel 1933. La Prima Repubblica del Turkestan orientale bandì i missionari svedesi e torturò i convertiti cristiani, principalmente i kirghisi e gli uiguri. La Repubblica, apertamente islamica, espulse con la forza i missionari svedesi e fu apertamente ostile al cristianesimo, sposando al contempo un'ideologia turca musulmana. Sottopose gli ex musulmani convertiti al cristianesimo, come Joseph Johannes Khan, a torture e abusi dopo che avevano rifiutato di rinunciare al cristianesimo in favore dell'Islam. Dopo che gli inglesi intervennero per liberare Khan, egli fu costretto a lasciare la sua terra e nel novembre 1933 andò a Peshawar.
La Swedish Mission Society gestiva un'organizzazione di stampa e i ribelli ne approfittarono per stampare  Vita del Turkestan orientale, su disposizione del governo capeggiato da Bughra.
Nel bazar Shamba vennero uccisi due indù per mano degli uiguri. Il 25 marzo, a Possum, avvenne il saccheggio degli oggetti di valore degli indiani britannici uccisi, e il giorno prima era successa la stessa cosa a Karghalik per mano degli uiguri. Uccisioni di indù ebbero luogo a Khotan per mano dei Bughra di Amir. L'antagonismo contro gli inglesi e gli indù era molto spinto tra i ribelli uiguri turchi musulmani nella zona meridionale dello Xinjiang. A Karghalik, il 24 marzo 1933, i musulmani saccheggiarono i possedimenti di Rai Sahib Dip Chand, che era l'aksakal dei britannici, e dei suoi compagni indù. A Keryia massacrarono indiani britannici. Il distretto di Shikaripur fu l'origine della diaspora indù. Il massacro degli indù dall'India britannica fu chiamato "Oltraggio di Karghalik". I musulmani ne avevano uccisi nove. La rimozione forzata degli svedesi fu accompagnata dal massacro di indù a Khotan da parte dei ribelli islamici turchi. Gli emiri di Khotan uccisero gli indù, costrinsero gli svedesi a partire e dichiararono la shari'a a Khotan il 16 marzo 1933.

## Defezioni di massa
Durante la ribellione si verificarono defezioni di massa su tutti e tre i fronti. Ma Zhancang e il suo esercito musulmano cinese erano originariamente alleati di Timur Beg e del suo esercito uiguro mentre marciavano su Kashgar. Zhancang e il suo esercito, tuttavia, disertarono verso il comandante musulmano Ma Shaowu e il suo esercito han e combatterono contro Timur Beg e gli uiguri. Le truppe del Kirghizistan sotto Osman Ali erano originariamente alleate del comandante musulmano cinese Ma Shaowu e del suo esercito han, ma disertarono verso gli uiguri di Timur Beg nello stesso momento in cui Ma Zhancang abbandonò Ma Shaowu. Il generale han, Zhang Peiyuan e il suo esercito (Han Xhinese Ili) originariamente combatterono per il governo provinciale sotto Jin Shuren contro Ma Zhongying. Tuttavia, Zhang Peiyuan e il suo esercito han si separarono da Ma Zhongying e dal suo esercito musulmano, nel 1933, combattendo per il governo provinciale sotto Sheng Shicai, con russi bianchi e sovietici. Khoja Niyaz e il suo esercito di uiguri di Kumulik disertarono dalla parte di Ma Zhongying a quella del governo provinciale e dei sovietici ricevendo armi da questi ultimi.

## Ritorno di Ma Zhongying

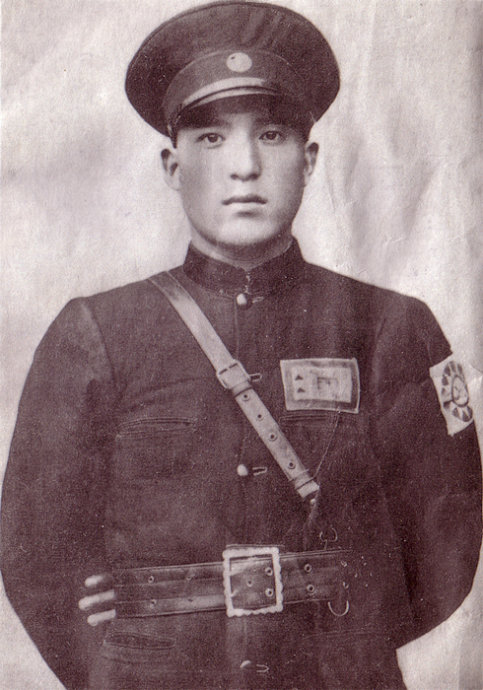
Il generale Ma Zhongying, comandante della XXXVI Divisione del KMT. Indossa un bracciale del Kuomintang come molte delle sue truppe.

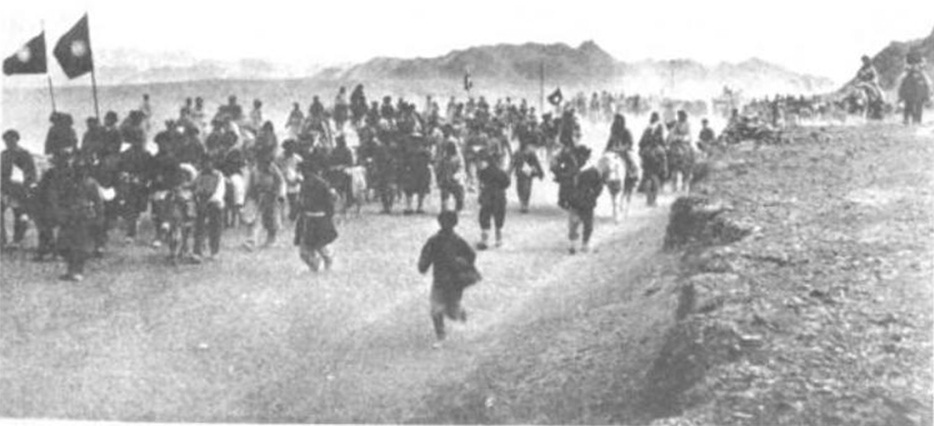
Soldati turchi uiguri forzatamente arruolati nella XXXVI Divisione, agitano il vessillo del Kuomintang vicino Kumul

Nel 1933, Ma Zhongying tornò nello Xinjiang per continuare la guerra.
Ma usò la bandiera del Kuomintang (Cielo blu con sole bianco) e il bracciale distintivo dello stesso partito cinese per mostrare che era legittimato a rappresentare il governo della Cina.
A causa dei suoi gravi abusi e brutalità, sia i turchi (uiguri) che i cinesi han odiavano l'ufficiale hui che era a capo del Barkul-Ma Ying-piao, che Ma Zhongying aveva messo al comando.
Kumul fu presa con facilità, come altre città sulla strada verso la capitale della provincia. Le forze di Sheng Shicai si ritirarono su Urumchi. Il terreno veniva alternativamente guadagnato e perso da entrambe le parti. Durante questo periodo le forze di Ma divennero famose per la loro crudeltà verso gli abitanti turchi e cinesi, distruggendo l'economia e realizzando saccheggi e incendi nei villaggi. Una volta visto come liberatore dalla popolazione turca, che aveva sofferto molto sotto Jin Shuren, molti abitanti turchi della regione ora speravano ardentemente nell'espulsione di Ma da parte di Sheng Shicai e nella fine delle pesanti campagne militari da entrambe le parti. Ma arruolò forzatamente degli uiguri nel suo esercito, trasformandoli in soldati semplici mentre solo i musulmani cinesi potevano essere ufficiali. Ciò portò all'indignazione tra gli uiguri di Kumul. Nel frattempo, il comandante han di Ili, Zhang Peiyuan, entrò in trattative segrete con Ma Zhongying, e i due si allearono contro Jin Shuren e i russi.
Huang Mu-sung, nativo di Kumul e "commissario per la pacificazione" del governo del Kuomintang, giunse a Urumchi per un'apparente missione di pace. Sheng Shicai lo sospettava di cospirare con alcuni dei suoi avversari per rovesciarlo e la sua ipotesi risultò corretta, dal momento che il Kuomintang ordinò segretamente a Ma Zhongying e Zhang Peiyuan di attaccare il regime di Sheng a Urumchi. Di conseguenza, giustiziò tre capi del governo provinciale, accusandoli di complottare con Huang per il suo rovesciamento. Allo stesso tempo Sheng Shicai costrinse Huang a parlare con Nanchino perorando di essere riconosciuto come il Tupan ufficiale dello Xinjiang.
Chiang Kai-shek inviò Luo Wen'gan nello Xinjiang, il quale si incontrò con Ma Zhongying e Zhang Peiyuan ordinando loro di rovesciare Sheng.
Ma Zhongying e Zhang Peiyuan diedero inizio ad un attacco congiunto contro le truppe della Manciuria di Sheng e quelle della Russia bianca durante la seconda battaglia di Urumqi (1933-34). Zhang prese possesso della strada tra Tacheng e la capitale. Sheng Shicai comandò le truppe della Manciuria e della Russia Bianca con il vice colonnello Pappengut.
Le forze musulmane e cinesi han di Ma e Zhang erano sul punto di sconfiggere Sheng quando questi chiese aiuto all'Unione Sovietica. Ciò portò all'Invasione sovietica dello Xinjiang e alla ritirata di Ma Zhongying dopo la battaglia di Tutung. Kamal Kaya Efendi, un ex ufficiale militare turco ottomano che era il capo dello stato maggiore di Ma Zhongying, venne catturato dagli agenti sovietici a Kumul nel 1934, ma invece di essere giustiziato fu nominato Commissario per la costruzione delle strade nello Xinjiang, forse perché era un agente sovietico.
Nel gennaio del 1934 le truppe sovietiche varcarono il confine e attaccarono le posizioni dei ribelli nell'area di Ili nel corso dell'invasione sovietica dello Xinjiang. Le forze di Zhang Peiyuan furono sconfitte ed egli si suicidò. Nonostante la coraggiosa resistenza, le truppe di Ma Zhongying furono costrette a ritirarsi a seguito del bombardamento aereo sovietico e furono respinte dagli Urumchi durante la Battaglia di Tutung. L'assistenza sovietica risultò come una rara alleanza militare temporanea russa e sovietica contro Ma. Questi spazzò via una colonna sovietica di auto blindate nella Battaglia di Dawan Cheng.
Le forze in ritirata di Ma iniziarono ad avanzare verso il sud dello Xinjiang per porre fine alla Prima Repubblica del Turkestan orientale. Ma inviò un'avanguardia, al comando di Ma Fuyuan, per attaccare i khotanlik uiguri e i kirghisi a Kashgar. A questo punto Chiang Kai-shek era pronto a mandare Huang Shaohong e la sua forza di spedizione di 15 000 uomini per assistere Ma Zhongying contro Sheng, ma quando Chiang sentì parlare dell'invasione sovietica, decise di ritirarsi per evitare un incidente internazionale nel caso le sue truppe avessero impegnato direttamente i sovietici.
Georg Vasel, un agente della Germania nazista: Devo dir loro che sono russo? Sai quanto i tungani odiano i russi. disse al suo autista, un russo bianco, mentre si recava ad incontrare Ma Zhongying.

## Distruzione della Prima Repubblica del Turkestan Orientale

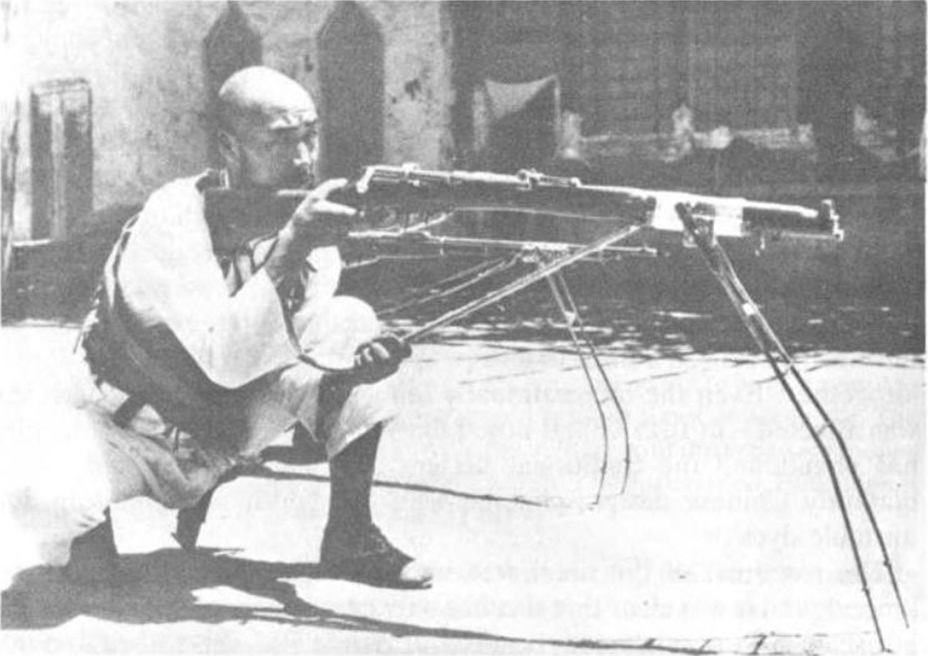
Soldato hui durante un'esercitazione della XXXVI Divisione.

Gli uiguri khotanlik ed i kirghisi cospirarono per creare un regime indipendente.
Il 20 febbraio 1933, il Comitato per la rivoluzione nazionale istituì un governo provvisorio a Khotan con Sabit come primo ministro e Muhammad Amin Bughra come capo delle forze armate. Esso favoriva l'instaurazione di una teocrazia islamica.
Il re afgano Mohammed Zahir Shah fornì armi e supporto alla Repubblica del Turkestan orientale. Sheng Shicai e l'Unione Sovietica accusarono Ma Zhongying, un musulmano ardentemente anti-sovietico, di essere stato usato dai giapponesi per istituire un regime fantoccio nello Xinjiang, come avevano fatto con il Manciukuò. Sheng affermò di aver catturato due ufficiali giapponesi dello stato maggiore di Ma. Tuttavia, non fu dimostrata una sola affermazione di Sheng, ed egli non fornì alcuna prova delle sue accuse secondo cui Ma stava colludendosi con i giapponesi. Ma Zhongying dichiarò pubblicamente la sua fedeltà al Kuomintang di Nanchino ed ebbe l'incarico di invadere lo Xinjiang.
Il viaggiatore occidentale Peter Fleming ipotizzò che l'Unione Sovietica non fosse nello Xinjiang per tenere fuori i giapponesi, ma per creare una propria sfera di influenza.
Le forze musulmane cinesi si ritirarono dal nord unendosi a quelle di Ma Zhancang a Kashgar, alleandosi con il Kuomintang di Nanchino, e attaccando Niyaz e Sabit Damolla costringendo il resto del governo ad abbandonare Yengi Hissar il 6 febbraio 1934. L'esercito hui sbaragliò le armate uigure e kirghise della Repubblica del Turkestan orientale nelle battaglia di Kashgar (1934)], di Yarkand e Yangi Hissar.

## Tentativo giapponese di istituire uno stato fantoccio
I giapponesi invitarono un principe ottomano, Abdulkerim, e diversi ex-anti Atatürk (Giovani Turchi) esuli dalla Turchia per assisterli nella creazione di uno stato fantoccio nello Xinjiang con il principe ottomano come Sultano. Tutti gli esuli turchi erano nemici del capo turco Mustafa Kemal Atatürk. Mustafa Ali, consigliere turco degli uiguri, nella Prima Repubblica del Turkestan orientale, era anch'esso anti-Atatürk. Anche Muhsin Çapanolu era anti-Atatürk, ed entrambi avevano una visione di Pan-Turanismo. Mahmud Nadim Bey, un altro dei loro colleghi, era anche un consigliere dei separatisti uighuri.
Il governo turco guidato da Mustafa Kemal Atatürk reagì con determinazione a questo complotto e l'ambasciata turca in Giappone denunciò il piano giapponese di creare uno stato fantoccio, etichettandolo come "musulmano Manciukuò". Atatürk non era interessato al pan-turanismo a causa dei numerosi problemi con cui la giovane Repubblica turca aveva a che fare e non voleva che la famiglia reale ottomana tentasse di creare un nuovo stato monarchico per minare la Repubblica turca.
Si disse che l'uiguro Sabit Damulla aveva invitato "gli emigranti turchi in India e in Giappone, con le loro organizzazioni anti-kemaliste, ad organizzare le sue forze militari".
Sia la Turchia che il Regno Unito non fornirono alcun sostegno o assistenza alla Repubblica del Turkestan orientale.

## Eredità
Il numero 12 dell'organo ufficiale del Partito islamico turco, "Islamic Turkistan" in arabo (تركستان الإسلامية) in uiguro: (ئىسلامى تۈركىستان) conteneva una fotografia del fondatore della Prima Repubblica del Turkistan orientale e di Sabit Damulla Abdulbaki intitolata "Uomini che hanno segnato la storia nel loro sangue" (رجال سطروا التاريخ بدمائهم) (1933–1352) con la didascalia: "Fondatori di uno Stato islamico indipendente a Hijri, nell'anno 1352, nel Turkestan orientale" (مؤسسوا دولة إسلامية مستقلة عام 1352هـ في تركستان الشرقية).

## Battaglie importanti

### Massacro Kizil
I combattenti turchi uiguri e kirghisi ruppero il loro accordo di non attaccare una colonna in ritirata di han e hui di Yarkand e massacrarono 800 civili e militari musulmani cinesi.

### Battaglia di Aksu
Fu una battaglia minore in cui truppe hui furono espulse dalle oasi di Aksu nello Xinjiang, dagli uiguri guidati da Isma'il Beg quando si sollevarono in rivolta.

### Battaglia di Sekes Tash
Fu una battaglia minore in cui le truppe hui del generale Ma Zhancang attaccarono e sconfissero gli eserciti liguri e kirghisi a Sekes Tesh. Vennero uccisi circa 200 soldati tra uiguri e kirghisi.

### Prima battaglia di Kashgar
Le forze uigure e kirghise, comandate dai fratelli di Bughra e da Tawfiq Bay, tentarono la conquista della nuova città di Kashgar alle truppe musulmane cinesi di Ma Zhancang ma vennero sconfitte. Tawfiq Bey, che era un viaggiatore arabo siriano che deteneva il titolo di Sayyid (discendente del profeta Maometto), arrivò a Kashgar il 26 agosto 1933 e a settembre fu colpito allo stomaco da truppe musulmane cinesi. In precedenza, Ma Zhancang aveva disposto che il capo uiguro Timur Beg fosse ucciso e decapitato il 9 agosto 1933, mostrando poi la sua testa fuori dalla Moschea di Id Kah.
Le truppe han cinesi erano comandate da Brig e Yang era stato inglobato nell'esercito di Ma Zhancang. Avvistarono un certo numero di ufficiali cinesi han che indossavano le uniformi verdi dell'unità di Ma Zhancang (XXXVI Divisione); presumibilmente si erano convertiti all'Islam.
Durante la battaglia i kirghisi impedirono agli uiguri di saccheggiare la città, principalmente perché volevano saccheggiarla da soli. Razziarono le proprietà e iniziarono ad uccidere, anche le concubine e le spose cinesi, che erano donne di origine turca e cinese han e hui allo stesso tempo.

### Prima battaglia di Urumqi (1933)
Le forze musulmane cinesi e uigure, sotto Ma Shih-ming e Khoja Niyas, tentarono di conquistare Urumqi contro una forza di truppe provinciali di russi bianchi, sotto il comando del colonnello Pappengut, e dell'Esercito della salvezza nord-orientale sotto Sheng Shicai, ma vennero respinti dopo feroci combattimenti. Durante la battaglia, il generale cinese han Zhang Peiyuan, di Ili, rifiutò di aiutare Jin Shuren a respingere l'attacco, segno che le relazioni tra i due stavano diventando tese.

### Battaglia di Toksun
La battaglia di Toksun venne combattuta nel luglio del 1933 dopo che Khoja Niyas Hajji, un capo uiguro, disertò con le sue forze a favore di Sheng Shicai. Fu nominato da Shicai con l'accordo di essere "in carica" per tutto il sud dello Xinjiang (bacino di Tarim e Turpan). Soddisfatto di questo accordo, si diresse lontano da Urumqi, a sud, attraverso il distretto di Dawan Ch'eng e le montagne Tengritagh e occupò Toksun nel bacino di Turpan, ma fu gravemente sconfitto dalle forze hui del generale Ma Shih-ming, che lo costrinsero a ritirarsi a Karasahr nella parte orientale della Kashgaria, dove tenne il suo quartier generale nel luglio, agosto e settembre 1933, difendendo i passi di montagna e le strade che portavano dal bacino di Turpan al Kashgaria in un infruttuoso tentativo di fermare l'avanzata degli eserciti tungani a sud.

### Seconda battaglia di Urumqi (1933–34)
Ma Zhongying condusse trattative segrete con il generale cinese han, Zhang Peiyuan, per un attacco congiunto contro le truppe della Manciuria e della Russia bianca di Sheng Shicai a Urumqi. Si unirono ai loro eserciti e iniziarono l'attacco. Zhang prese la strada tra Tacheng e la capitale. Il Kuomintang incoraggiò segretamente Zhang e Ma, attraverso Huang Mu-sung, ad attaccare le forze di Sheng, a causa delle sue connessioni sovietiche e per riconquistare la provincia. Le loro forze avevano quasi sconfitto Sheng, quando questi telegrafò all'Unione Sovietica per chiedere aiuto. Ciò portò all'Invasione sovietica dello Xinjiang.

### Seconda battaglia di Kashgar
La XXXVI Divisione del generale Ma Fuyuan guidò un esercito hui (musulmani cinesi) per far cadere Kashgar, il 6 febbraio 1934, e attaccò gli uiguri e i kirghisi ribelli della Prima Repubblica del Turkestan orientale. Liberò un altro generale della XXXVI Divisione, Ma Zhancang, che era stato intrappolato con i suoi hui e le truppe cinesi han nella nuova città di Kashgar da uiguri e kirghisi dal 22 maggio 1933. Nel gennaio 1934 le truppe musulmane cinesi di Ma Zhancang respinsero sei attacchi uiguri lanciati da Khoja Niyaz, che arrivò in città il 13 gennaio 1934; gli attacchi falliti provocarono massicce perdite tra le forze uigure. Da 2 000 a 8 000 civili uiguri, nella città vecchia di Kashgar, furono massacrati da tungani nel febbraio 1934, per vendicare il massacro di Kizil, dopo il ritiro delle forze uigure dalla città di Yengi Hisar. Il cinese musulmano e capo della XXXVI Divisione, Ma Zhongying, che arrivò a Kashgar il 7 aprile 1934, tenne un discorso nella moschea di Id Kah, ricordando agli uiguri di essere fedeli alla Repubblica di Cina, governo di Nanchino. Parecchi cittadini britannici furono uccisi dalle truppe della XXXVI Divisione. Ma Zhongying aveva praticamente distrutto la Prima repubblica del Turkestan orientale (TIRET).

### Battaglia di Yangi Hissar
Ma Zhancang guidò la XXXVI Divisione ad attaccare le forze uiguri a Yangi Hissar, spazzando via l'intera forza e uccidendo il loro capo, l'Emiro Nur Ahmad Jan Bughra. L'assedio della cittadella di Yangi Hissar continuò per circa una settimana, durante la quale i 500 difensori uiguri, armati solo di fucili, ferirono parecchie centinaia di uomini delle forze tungane più pesantemente armate con cannoni e mitragliatrici. Ridottesi le munizioni, i difensori uiguri impiegarono tronchi d'albero, pietre di grandi dimensioni e bombe incendiarie a olio per difendere la cittadella. Il 16 aprile 1934, i tungani riuscirono a violare le mura della cittadella con successo colpendo tutti i sopravvissuti a fil di spada. Ahmad Kamal, nel suo libro "Terra senza risate" a pagina 130-131, disse che la testa di Nur Ahmad Jan venne tagliata, dalle truppe musulmane cinesi, e inviata alla locale piazza d'armi per essere usata come palla per il gioco del calcio.

### Battaglia di Yarkand
Le truppe musulmane cinesi di Ma Zhancang e Ma Fuyuan sconfissero i volontari uiguri e afghani mandati dal re afgano Mohammed Zahir Shah e li sterminarono tutti. L'emiro Abdullah Bughra fu ucciso e decapitato, e la sua testa esposta nella moschea di Id Kah.

### Rivolta di Charkhlik
La XXXVI Divisione del generale Ma Hushan, nel 1935, represse una rivolta di uiguri nell'oasi Charkliq. Vennero giustiziati più di 100 uiguri e la famiglia del capo uiguro fu presa in ostaggio.

## Disinformazioni
I resoconti contemporanei della ribellione di Kumul avevano diffuso diverse informazioni non corrette. La scrittrice svizzera Ella K. Maillart riportò, in modo inesatto, che il massacro di Kizil era stato un attacco di musulmani cinesi e uiguri su un gruppo di kirghisi e di han cinesi Fonti più recenti hanno dimostrato che si era trattato di un attacco di kirghisi e uiguri ad un gruppo di musulmani cinesi e han. Riferì anche, in maniera errata, che durante la battaglia di Kashgar le truppe musulmane cinesi e turche (uiguri) presero prima la città ai cinesi han e ai kirghisi e poi combatterono tra di loro. In realtà, i kirghisi disertarono da Ma Shaowu e formarono il loro esercito, e la forza musulmana cinese, sotto Ma Zhancang, si unì a Ma Shaowu.